# Sony Xperia E1
索尼Xperia E1是一款低端的安卓智能手机，由索尼旗下索尼移动公司设计和制造。在Falcon SS 和 board Shuang的代号下，它与索尼Xperia T2 Ultra一起于2014年1月14日发布。 在2014年第一季度发售，Xperia E1有一个名为Xperia E1 Dual的双SIM卡配置。

## 硬件
Xperia E1具配备有一块4英寸的TFT电容触摸屏，分辨率为800 * 480像素，像素密度为233PPI。它有一个315万像素的相机，可以拍摄HDR图片，4倍的平滑缩放以及笑脸检测。在内部，Xperia E1配备1.2 GHz双核高通骁龙200处理器，1,750毫安时锂离子电池，512MB内存，4GB存储并且支持最高32GB的microSD卡。 该机重120克，长118毫米，宽62.4毫米，厚12毫米。这款手机也包含一个FM收音机，以及支持蓝牙4.0连接。
由于手机本身是以音乐为中心的，Xperia E1包括一个专门的随身听快捷按钮，这个按钮可以控制内置的Walkman音乐播放应用，还支持摇动手势来处理跟踪导航。 它还包括一个能够发出高达100分贝的声音的扬声器。

## 软件
Xperia E1配备了索尼定制的Android 4.3版，其中有一些值得注意的附加应用，如索尼的媒体应用程序(Walkman，专辑和视频)。 此外，该设备还包括索尼的电池耐力模式，这增加了手机近4倍的备用时间。 谷歌的一些应用程序（如Google Chrome，Google Play，Google语音搜索，Google搜索，带谷歌街景和定位服务的谷歌地图，Google Talk应用程序）也已经在出厂时预装在了设备中。

## 变体
| 型号             | 型号编号     |
| ---------------- | ------------ |
| Xperia E1 单卡   | D2004，D2005 |
| Xperia E1 双卡   | D2104，D2105 |
| Xperia E1 TV双卡 | D2114        |